# Nitrozil-klorid
A nitrozil-klorid szervetlen vegyület, képlete NOCl. Sárga színű gáz, leggyakrabban a királyvíz – sósav és salétromsav keveréke – bomlástermékeként fordul elő. Erős elektrofil és oxidálószer.

## Szerkezete és előállítása
Molekulája V alakú. A N és O atomok között kettős kötés (kötéshossz: 116 pm), a N és Cl között egyes kötés található (kötéshossz: 169 pm). Az O−N−Cl kötésszög 113°.

### Előállítása
Mivel egyszerű, termikusan stabil vegyület, számos módon elő lehet állítani.
- Nitrozilkénsav és HCl elegyítésével. Ezt a módszert használják ipari előállítására.

HCl + NOHSO4 → H2SO4 + NOCl
- Laboratóriumban kényelmesebb módszer a salétromossav HCl-dal végzett (reverzibilis) dehidratálása[2]

HNO2 + HCl → H2O + NOCl
- Michael Faraday palládium és királyvíz reakciójával állította elő:

Pd + HNO3 + 3 HCl → PdCl2 + 2 H2O + NOCl
- Klór és nitrogén-monoxid közvetlen reakciójával is nyerhető, ez a reakció 100 °C hőmérséklet felett a fordított irányban játszódik le.

Cl2 + 2 NO → 2NOCl
- Az elemek 400 °C-on végzett közvetlen egyesítésével is előállítható, bár ilyenkor valamelyest fellép a fentebb említett bomlás is.

N2 + O2 + Cl2 → 2 NOCl ⇌ 2 NO + Cl2

### Előfordulása a királyvízben
Sósav és salétromsav összekeverésekor az alábbi reakció szerint keletkezik:
HNO3 + 3 HCl → Cl2 + 2 H2O + NOCl
A salétromsavban a NOCl könnyen nitrogén-dioxiddá oxidálódik. Jelenlétét a királyvízben Edmund Davy írta le 1831-ben.

## Reakciói
Reakciói többségében elektrofilként és oxidálószerként viselkedik. Halogenid akceptorokkal, például antimon-pentakloriddal nitrozónium sókká alakul:
NOCl + SbCl5 → [NO]+[SbCl6]−
Hasonló reakcióban kénsavval nitrokénsavat ad, mely a salétromossav és kénsav vegyes anhidridje:
ClNO + H2SO4 → ONHSO4 + HCl
Ezüst-tiocianáttal ezüst-klorid és nitrozil-tiocianát pszeudohalogén keletkezése közben reagál:
ClNO + AgSCN → AgCl + ONSCN
Felhasználják fém-nitrozil komplexek előállítására is. Molibdén-hexakarbonillal dinitrozildiklorid komplexet alkot:
Mo(CO)6 + 2 NOCl → MoCl2(NO)2 + 6 CO

### Szerves kémiai alkalmazásai
A kaprolaktám gyártása mellett más szerves szintetikus felhasználása is van. Alkénekre addícionálva α-klór-oximok állíthatók elő, a reakció a Markovnyikov-szabályt követi. Keténekre addícionálva nitrozilszármazékok nyerhetőek:
H2C=C=O + NOCl → ONCH2C(O)Cl

Propilén-oxiddal α-klórnitritoalkil származékot ad:
Az amidokat N-nitrozo-származékokká alakítja. Egyes gyűrűs aminokból alként képez, például aziridinnel etén, dinitrogén-oxid, valamint hidrogén-klorid keletkezése közben reagál.

## Ipari alkalmazása
Ciklohexánnal fotokémiai reakcióban ciklohexanon-oxim-hidrokloridot képez. Ez a folyamat kihasználja, hogy a NOCl fotodisszociációra hajlamos, melynek során NO és Cl gyökök keletkeznek. Az oxidból kaprolaktámot állítanak elő, mely a Nylon-6 gyártásának kiindulási anyaga.

## Fordítás
Ez a szócikk részben vagy egészben  a   Nitrosyl chloride című angol Wikipédia-szócikk ezen változatának fordításán alapul.  Az eredeti cikk szerkesztőit annak laptörténete sorolja fel. Ez a jelzés csupán a megfogalmazás eredetét és a szerzői jogokat jelzi, nem szolgál a cikkben szereplő információk forrásmegjelöléseként.